# Gekkenbriefje
Gekkenbriefje is een Nederlandse film uit 1981 van Olga Madsen met in de hoofdrollen Esgo Heil en Porgy Franssen.
Het scenario voor de film is gebaseerd op de novelle Zorg dat je een gekkenbriefje krijgt uit 1973 van Ger Verrips. De film heeft als alternatieve titel Crazy Going. Aanvankelijk was de film bedoeld voor televisie, maar werd na een succesvolle ontvangst ook als speelfilm uitgebracht in de Nederlandse filmhuizen.

## Verhaal
Nederland, 1947. De Tweede Wereldoorlog is inmiddels verleden tijd en de opbouw van Nederland is begonnen. Ook is het Nederlandse leger paraat om in Nederlands-Indië orde op zaken te stellen. In 1945 is door de Indonesische bevolking eenzijdig de onafhankelijkheid uitgeroepen, maar de Nederlandse overheid erkent hun eisen niet. Voor de Nederlandse regering is er sprake van een opstand van rebellen tegen het wettelijke gezag. Het uitzenden van Nederlandse militairen naar Indonesië is volgens hen louter bedoeld als het herstellen van de orde, vandaar de naam politionele acties. Vele jonge Nederlandse dienstplichtigen worden naar de Nederlandse kolonie gestuurd, zonder eigenlijk te weten wat er werkelijk speelt. Voor veel inwoners van Indonesië is er namelijk geen sprake van een rebellie, maar van een strijd om de onafhankelijkheid. Na het eind van de Japanse bezetting tussen 1942-1945, wil men niet terug naar de koloniale overheersing door Nederland. Willem, een jonge Nederlander die leraar lichamelijke opvoeding wil worden, is ook opgekomen voor zijn dienstplicht. Met de Duitse bezetting (1940-1945) nog vers in zijn geheugen wil hij graag vechten voor zijn land. Maar hij twijfelt of hij ook wil vechten in Indonesië, en of de strijd daar gerechtvaardigd is. Als hij moet opkomen, krijgt hij zijn basisopleiding. De training is spijkerhard en Willem wordt extra hard aangepakt door de sergeant van de opleiding. De man vindt Willem maar een watje en vernedert hem voortdurend. Willem komt psychisch onder druk te staan en zoekt een uitweg. Iemand vertelt hem dat 'een gekkenbriefje'  de manier is om uit het leger weg te komen. Als het leger tot de conclusie komt dat je 'geestelijk onstabiel' bent, krijg je een briefje die deze status bevestigt en zorg draagt dat de persoon in kwestie uit het leger ontslagen wordt. Willem begint zich nu 'vreemd' te gedragen en ten slotte slaat hij een hogere officier. Hij wordt opgepakt, en onderzocht in een militaire psychiatrische inrichting. Hier wordt hij alsnog met de opstand in Indonesië geconfronteerd. Na diverse onderzoeken wordt hij ten slotte 'geestelijk onstabiel' verklaard. Hij krijgt zijn 'gekkenbriefje' en mag naar huis vanwege 'permanente ongeschiktheid'. Als Willem bij een overvolle trein komt, misbruikt hij zijn status nog een keer. Hij slaat weer een officier en toont zijn 'gekkenbriefje'. Vervolgens reist hij in stijl naar huis met een lege coupé alleen voor zichzelf. 

## Rolverdeling
| Acteur            | Personage         |
| ----------------- | ----------------- |
| Esgo Heil         | Willem            |
| Porgy Franssen    | Chris             |
| Hans Veerman      | Machinist         |
| John Smit         | KNIL-sergeant     |
| Marijke Conijn    | Doktersassistente |
| Wim Dröge         | Leids student     |
| Paul Gieske       | Baret             |
| Rietje Konings    | Zaalzuster        |
| Moniek Kramer     | Kantinezuster     |
| Gijs de Lange     | Schutter          |
| Cor Witschge      | Boekhandelaar     |
| Cor van den Brink | Dokter            |

## Achtergrond
Gekkenbriefje was de eerste film van Olga Madsen als regisseur. Ze maakte de film voor de televisie en de NOS zond Gekkenbriefje uit op 10 september 1981. Later werd de film alsnog uitgebracht als speelfilm in Nederlandse filmhuizen in combinatie met de korte documentaire Indonesia Calling van regisseur Joris Ivens. Madsen gebruikte in de film delen van documentaires en filmjournaalbeelden over de bevrijding van Nederland in 1945 en de politionele acties in Indonesië in 1947. Het scenario van Rogier Proper en Olga Madsen was gebaseerd op de novelle Zorg dat je een gekkenbriefje krijgt van Gerrit Verrips uit 1973. Verrips (geboren 1928) was in 1947 negentien jaar oud en sportleraar in opleiding. Hij werd opgeroepen voor de militaire dienst en zou uitgezonden worden naar Indonesië. Zijn novelle is gedeeltelijk autobiografisch en veroorzaakte bij uitkomen rumoer in de pers. Thema als 'dienstweigeren' en de 'Nederlandse interventie in Indonesië' waren in een veranderend Nederland in een ander daglicht komen te staan. De Vietnamoorlog, maar ook de opkomst van de hippie- en provobeweging tussen 1964-1970, zorgden voor een andere kijk op de dienstplicht, dienstweigeren en het Nederlands koloniale verleden.  